# HD현대로보틱스
HD현대로보틱스는 2020년에 설립된 대한민국의 로봇 제조 기업이다. 본사는 대구광역시 달성군에 소재해 있다.

## 역사
1984년 10월, 현대그룹은 현대자동차의 생산에 필요한 로봇을 직접 만들기 위하여 현대중공업에 로봇사업팀을 설치하였다. 이후 자동차 제조용 로봇, 액정 표시장치(LCD) 운반용 로봇 등을 개발하였다. 현대중공업 엔진기계사업부 소속에서, 2016년 현대중공업 로봇사업부로 격상되었고, 2020년에 별도 법인으로 독립하였다. 2023년 사명이 변경되어 지금의 'HD현대로보틱스'가 되었다.

## 제품
설립 후 30년간 완성차·벤더 업체를 대상으로 약 5만 2,000대의 산업용 로봇을 판매하였다. 산업 현장에서 용접이나 조립 등을 할 수 있는 다관절 로봇을 주력 개발하여 생산하고 있다. 연간 4000여 대의 산업용 로봇을 판매하고 있다. 또한, 산업용 로봇뿐만 아니라 플랫패널디스플레이(FPD) 로봇, 서비스 로봇 등 40종의 로봇을 대구 공장에서 생산하고 있다. 로봇 제어기를 자체 제작할 수 있는 설계 기술과 소프트웨어를 보유하고 있으며, 주(主)고객들은 자동차, 금속·기계, 전기·전자, 외식 산업계 기업들이다.
기업 전체 매출액의 90%는 HS220 등의 산업용 로봇에서 나온다. 2019년부터는 서빙로봇·방역로봇·청소로봇 등 서비스 로봇을 생산하고 있다. 음성인식 기술이 탑재된 모바일 서비스 로봇 '유니(UNI)'를 KT와 공동 개발하여 한국 호텔에 설치되었다.

## 공장
대구광역시 달성군 유가면 테크노폴리스 소재의 HD현대로보틱스 스마트팩토리의 면적은 2만 6,214㎡ 규모이다. 공장 내 로봇이 만들어낼 수 있는 로봇의 수는 연간 1만 대 수준이다.
2022년, 중국 장쑤성에 생산법인을 설치하여 2023년 3월부터 연간 산업용 로봇을 생산하고 있다. 연간 생산량은 3000대 규모이다.

## 수상
2021년 로봇신문에 의해 '올해의 대한민국 로봇기업(Korea Robot Company of the Year 2021)'에 선정되었다.

## 연혁
- 2020.11 로봇물류시스템 데모센터 개소(경기도 광주시)

```
    06 현대로보틱스 유럽지사 개소
    05 현대로보틱스 공식 출범
    03 현대L&S 출범
```

- 2019.08 11세대 LCD 운반로봇 테스트용 클린룸 증축

```
    07 산업용로봇 주력 모델 HS220 누적생산 1만대 달성
    03 중국합자법인(하공현대) 설립
    01 중국법인(상해) 설립
```

- 2018.12 중국 화공지능社와 합자법인 설립 계약 체결

```
    04 분당사무소 개설 (한서빌딩 / 9월 한림원 확장)
    04 현대중공업지주㈜ 출범 (사명변경)
```

- 2017.04 현대로보틱스㈜ 출범 (현대중공업에서 사업 분할)

```
    02 대구 신공장 준공 (연 8,000대 규모)
```

- 2016.12 도장 로봇 및 진공용 로봇 개발

```
    04 고속형 10.5세대 LCD 운반로봇 개발
```

- 2015.12 판매모델 44종 보유 (산업용 26종, 클린용 18종)

```
    07 로봇사업부 신설
    03 국내 최초 클린용 10.5세대 대형 LCD 운반 로봇 개발
```

- 2011.12 ‘클린용 로봇’ 세계일류 상품 선정

```
    06 로봇 공장 확충 (연 4,500대 규모)
```